# Limnodromus scolopaceus
La Agujeta escolopácea (Limnodromus scolopaceus) es un ave de tamaño medio del orden Charadriiforme, perteneciente a la familia Scolopacidae. Los adultos tienen patas amarillentas y un largo pico recto y oscuro. El plumaje del cuerpo es de color marrón oscuro en la parte superior y rojizo por debajo con la garganta y el pecho descubierto, barras en los costados. La cola tiene un patrón blanco y negro. El plumaje de invierno es principalmente gris.
Su hábitat es la tundra húmeda en el extremo norte de América del Norte y el este de Siberia. Anida en el suelo, generalmente cerca de cuerpos de agua.
Ellos migran hacia el sur de los Estados Unidos hasta América Central. El Agujeta Escolopácea es un visitante poco común, aunque regular, en el oeste de Europa, con algunos individuos que permanecen durante largos períodos.
Estas aves se alimentan por sonda en aguas poco profundas o en el barro húmedo. Se alimentan principalmente de insectos, moluscos, crustáceos y gusanos marinos, y también comen un poco de material vegetal.